# María Angélica Rodríguez de Benyacar
María Angélica Rodríguez de Benyacar (8 de diciembre de 1928) es una geóloga, mineralogista y cristalógrafa de Argentina. A lo largo de su carrera, ha sido una figura central en el desarrollo de la cristalografía en Argentina, desempeñándose como jefa de la División de Cristalografía de la Comisión Nacional de Energía Atómica (CNEA) en Buenos Aires.

## Biografía
Rodríguez de Benyacar es conocida por su trabajo en la identificación y caracterización de nuevas especies minerales. En 1968, en colaboración con los investigadores María Jiménez de Abeledo, Victorio Angelelli y Carlos.E. Gordillo, describió una nueva especie mineral denominada sanjuanita, un sulfato-fosfato básico hidratado de aluminio. Este descubrimiento fue publicado en la revista American Mineralogist, consolidando su reputación en la comunidad científica internacional.
Además de su labor en mineralogía, Rodríguez de Benyacar ha contribuido al desarrollo de materiales con propiedades avanzadas. Es coautora de una patente europea que describe un procedimiento para formar películas con propiedades similares a las del diamante sobre un sustrato sólido, lo que tiene aplicaciones potenciales en diversas industrias tecnológicas .

## Reconocimientos
María Angélica Rodríguez de Benyacar es considerada una pionera en su campo y ha sido referida como "la madre de los cristalógrafos" en Argentina.
En 1993 la geóloga argentina Hebe Dina Gay, junto con los investigadores Franceco Demartin, Carlo Maria Gramaccioli y Tullio Pilati, descubrió una nueva especie mineral que contiene titanio y fue hallado en Cerro Blanco, cerca de Tanti (Córdoba, Argentina), fue denominado en su honor como benyacarita. Este es uno de los pocos minerales nombrados en honor a una mujer, ya que la mayoría hacen honor a hombres.